# Río Chancalá
Río Chancalá es una localidad del estado mexicano de Chiapas. Es parte del municipio de Palenque.

## Demografía
| Gráfica de evolución demográfica |
|                                  |

| Censo | Población |
| ----- | --------- |
| 1970  | 429       |
| 1980  | 82        |
| 1990  | 2 190     |
| 2000  | 2 165     |
| 2010  | 2 156     |
| 2020  | 2 236     |